# Abarema cyclosperma
Espèce
Abarema cyclosperma est une espèce de plantes à fleurs de la famille des Fabaceae.
Selon TaxRef, c'est un synonyme de Archidendropsis fournieri var. fournieri. Selon ce site, c'est un arbre trouvé en Nouvelle-Calédonie.

## Description
C'est un arbre.

## Répartition
L'espèce est trouvée en Nouvelle-Calédonie.